# CDY1
Az Y1 herespecifikus kromodomén-fehérje a CDY1 gén által kódolt fehérje.
E gén kromodomént és hiszton-acetiltranszferáz katalitikus domént tartalmazó fehérjét kódol. A kromodomén-fehérjék heterokromatin-szerű komplexek részei és génrepresszorként viselkedhetnek. E fehérje a késői spermatidák magjában van, ahol hiszton-hiperacetiláció történik. Ez könnyítheti az átmenetet, melyben a protaminok felváltják a fő DNS-csomagoló fehérje szerepében a hisztonokat. A humán Y-kromoszóma két azonos génpéldányt tartalmaz palindrom szakaszban, e rekord a telomerhez közelebbi példányról szól. Az Y-kromoszóma további két közeli rokon gént is tartalmaz egy másik telomerhez közelebbi palindromban és számos hasonló pszeudogént. Két izoformáját a gén átiratváltozatai kódolnak. További változatokat is leírtak, de teljes hosszukban nem jellemezték. A gén fontos lehet a nagy magassághoz való alkalmazkodásban. A CDY1 expressziója a teljes spermatogenezis indikátora, de nem szükséges a termékenységhez.

## Klinikai jelentőség
A CDY1a és CDY1b deléciója összefügg a Sertoli-sejt-kizárólagosság-szindrómával (SCOS) és az obstruktív azoospermiával. A CDY1-deléció gyakran átfed a DAZ-delécióval ilyen esetekben.
Bár gyakran szerepelnek CDY1- és DAZ-deléciók a terméketlenségben, se e két gén, se a BPY2 nem szükséges a termékenységhez, vagyis a CDY1 hiánya és a terméketlenség közt nincs ok-okozati összefüggés. Az AZFc-deleált férfiakban feltételezték a CDY-deléció azoospermiához járulását, a részleges AZFc-deléció is hozzájárul a szekréciós a- vagy oligozoospermiához.

## Fordítás
Ez a szócikk részben vagy egészben  a   CDY1 című angol Wikipédia-szócikk ezen változatának fordításán alapul.  Az eredeti cikk szerkesztőit annak laptörténete sorolja fel. Ez a jelzés csupán a megfogalmazás eredetét és a szerzői jogokat jelzi, nem szolgál a cikkben szereplő információk forrásmegjelöléseként.